# Фабріс Естебанез
Фабріс Естебанез (фр. Fabrice Estebanez; 26 грудня 1981, Каркассонн) — колишній французький регбіст, гравець регбі-юніон. Фабріціо грає на позиції центрального. Перед приходом в клуб Рейсінг 92, грав за команду Брів.

## Спортивна кар'єра
Фабріс почав грати в лізі регбі ще на молодіжному рівні разом з Памєрс ІІІ, а пізніше з Лімуа ХІІІ. Перший раз здобув гол за команду Колом'є як молодший гравець. У 2001 році, Естебанез вернувся назад в Лігу Регбі. Тоді ж, Фабріс протягом трьох років грав за Лімуа ХІІІ, поки не перейшов до Тулузи, де в 2005 році він дійшов до півфіналу чемпіонату регбі. Розігріваючи матчі за національну збірну Франції з регбі забив 25 голи.
У 2006 році він знову перейшов до регбі-юніон, вступивши в клуб Гаільяк, яка якраз тоді ввійшла до групи Про Д2. З 
мініроку він грав в Топ 14 за команду Брів, де досить часто грає в центрі. З 20 січня 2010 року його було запрошено до Турніру шести націй тренером Марком Лівремонт. Він дебютував у збірній Франції під час матчу на Фіджі в листопаді 2010 року.